# Hemidactylus citernii
Espèce
Hemidactylus citernii est une espèce de geckos de la famille des Gekkonidae.

## Répartition
Cette espèce se rencontre en Somalie et au Kenya.

## Étymologie
Cette espèce est nommée en l'honneur de Carlo Citerni.

## Publication originale
- Boulenger, 1912 : Missione per la frontiera Italo—Etiopica sotto il comando del Capitano Carlo Citerni. Risultati zoologici. List of the reptiles and batrachians. Annali del Museo Civico di Storia Naturale di Genova, ser. 3, vol. 5, p. 329-332 (texte intégral).